# Château-Landon
Château-Landon és un municipi francès, situat al departament del Sena i Marne i a la regió d'Illa de França. L'any 2007 tenia 3.072 habitants.
Forma part del cantó de Nemours, del districte de Fontainebleau i de la Comunitat de comunes Gâtinais-Val de Loing.

## Demografia

### Població
El 2007 la població de fet de Château-Landon era de 3.072 persones. Hi havia 1.240 famílies, de les quals 401 eren unipersonals (150 homes vivint sols i 251 dones vivint soles), 368 parelles sense fills, 372 parelles amb fills i 99 famílies monoparentals amb fills.
La població ha evolucionat segons el següent gràfic:
Habitants censats

### Habitatges
El 2007 hi havia 1.592 habitatges, 1.259 eren l'habitatge principal de la família, 150 eren segones residències i 182 estaven desocupats. 1.253 eren cases i 320 eren apartaments. Dels 1.259 habitatges principals, 848 estaven ocupats pels seus propietaris, 376 estaven llogats i ocupats pels llogaters i 35 estaven cedits a títol gratuït; 70 tenien una cambra, 75 en tenien dues, 276 en tenien tres, 344 en tenien quatre i 493 en tenien cinc o més. 820 habitatges disposaven pel capbaix d'una plaça de pàrquing. A 579 habitatges hi havia un automòbil i a 461 n'hi havia dos o més.

### Piràmide de població
La piràmide de població per edats i sexe el 2009 era:
| Homes | Edats   | Dones |
| ----- | ------- | ----- |
| 0     | 95 o +  | 20    |
| 16    | 90 a 94 | 28    |
| 28    | 85 a 89 | 84    |
| 28    | 80 a 84 | 56    |
| 56    | 75 a 79 | 68    |
| 84    | 70 a 74 | 64    |
| 136   | 65 a 69 | 120   |
| 80    | 60 a 64 | 88    |
| 56    | 55 a 59 | 52    |
| 124   | 50 a 54 | 84    |
| 116   | 45 a 49 | 112   |
| 100   | 40 a 44 | 112   |
| 84    | 35 a 39 | 108   |
| 124   | 30 a 34 | 96    |
| 128   | 25 a 29 | 88    |
| 92    | 20 a 24 | 104   |
| 116   | 15 a 19 | 92    |
| 80    | 10 a 14 | 104   |
| 128   | 5 a 9   | 108   |
| 124   | 0 a 4   | 84    |

## Economia
El 2007 la població en edat de treballar era de 1.830 persones, 1.328 eren actives i 502 eren inactives. De les 1.328 persones actives 1.199 estaven ocupades (646 homes i 553 dones) i 129 estaven aturades (67 homes i 62 dones). De les 502 persones inactives 176 estaven jubilades, 165 estaven estudiant i 161 estaven classificades com a «altres inactius».

### Ingressos
El 2009 a Château-Landon hi havia 1.338 unitats fiscals que integraven 3.164,5 persones, la mediana anual d'ingressos fiscals per persona era de 17.818 €.

### Activitats econòmiques
Dels 150 establiments que hi havia el 2007, 3 eren d'empreses extractives, 7 d'empreses alimentàries, 13 d'empreses de fabricació d'altres productes industrials, 20 d'empreses de construcció, 26 d'empreses de comerç i reparació d'automòbils, 6 d'empreses de transport, 8 d'empreses d'hostatgeria i restauració, 4 d'empreses d'informació i comunicació, 6 d'empreses financeres, 9 d'empreses immobiliàries, 20 d'empreses de serveis, 16 d'entitats de l'administració pública i 12 d'empreses classificades com a «altres activitats de serveis».
Dels 39 establiments de servei als particulars que hi havia el 2009, 1 era una oficina d'administració d'Hisenda pública, 1 gendarmeria, 1 oficina de correu, 2 oficines bancàries, 2 funeràries, 2 tallers de reparació d'automòbils i de material agrícola, 1 autoescola, 8 paletes, 1 guixaire pintor, 1 fusteria, 3 lampisteries, 2 electricistes, 4 perruqueries, 1 veterinari, 4 restaurants i 5 agències immobiliàries.
Dels 16 establiments comercials que hi havia el 2009, 1 era un hipermercat, 1 un supermercat, 1 una gran superfície de material de bricolatge, 3 fleques, 5 carnisseries, 1 una peixateria, 2 botigues de material esportiu, 1 un drogueria i 1 una joieria.
L'any 2000 a Château-Landon hi havia 18 explotacions agrícoles que ocupaven un total de 1.391 hectàrees.

## Equipaments sanitaris i escolars
El 2009 hi havia 2 farmàcies i 1 ambulància.
El 2009 hi havia 1 escola maternal i 1 escola elemental. Château-Landon disposava d'un col·legi d'educació secundària amb 205 alumnes.

## Poblacions properes
El següent diagrama mostra les poblacions més properes.